# Friedrich Lang
Friedrich Lang (17 settembre 1894 – 26 aprile 1937) è stato un aviatore austro-ungarico.
Friedrich Lang era un Asso dell'aviazione dell'Impero austro-ungarico arrivato a 5 vittorie nella prima guerra mondiale.

## Biografia
Lang entro in Marina nel 1912 ed iniziò il Corso nel settembre di quest'anno. Il 1º febbraio 1914 iniziò a prestare servizio.
Nel marzo del 1916, fece domanda per il suo trasferimento agli aerei della marina. Aveva completato il corso di pilotaggio presso la base della flotta di Pola e ricevuto il suo brevetto a giugno. Nel frattempo, il 1º maggio, è stato nominato Tenente di Fregata. Per un breve periodo, è stato andato alla stazione di Kumbor (vicino a Castelnuovo). Il 22 agosto 1916 sei bombardieri leggeri italiani Farman della 34ª Squadriglia hanno attaccato la base di Durazzo quando era nella Flik 6 con i Lohner L da ricognizione con Julius Arigi e Johann Lasi ed ha preso parte allo scontro. Nella battaglia aerea di quasi un'ora alla foce del fiume Shkumbini, cinque aerei italiani sono andati persi: due di loro sono stati colpiti da Lang.
Nel gennaio del 1917, Lang fu trasferito nella base di Pola, dove la Marina organizzò una squadriglia di caccia. Il 19 maggio 1918, Lang con altri 3 Phönix D.I fecero una perlustrazione a circa 35 km dalla foce del Po e si scontrarono con due ricognitori italiani e quattro velivoli Macchi M.5 che li accompagnavano; due dei loro M.5 sono stati colpiti.
Il 12 agosto 1918, sconfisse un aereo Macchi M.3 ed ottenne la sua quinta vittoria, diventando Asso dell'aviazione.
Uscì dalle forze armate dopo la guerra, nel marzo del 1919.